# Fabiana Luperini
Fabiana Luperini (Pontedera, 14 de julio de 1974) es una exciclista profesional italiana de ruta. Dentro de sus éxitos se resalta el haber obtenido cinco victorias en el Giro de Italia Femenino, así como haberse proclamado Campeona de Italia de Ruta en cuatro oportunidades y una medalla de bronce en contrarreloj por equipos en el Campeonato Mundial de Ruta.

## Palmarés
1993
- Giro del Friuli
- Gran Premio de Okinawa
- Bronce en contrarreloj por equipos en el Campeonato Mundial de Ruta

1994
- Trofeo Alfredo Binda-Comune di Cittiglio
- 2 etapas del Gracia Tour

1995
- Giro de Italia Femenino, más 2 etapas
- Tour Cycliste Féminin, más 3 etapas
- Giro del Trentino Alto Adige-Südtirol, más 2 etapas

1996
- Campeona de Italia de Ruta
- Giro de Italia Femenino, más 5 etapas
- Tour Cycliste Féminin, más 3 etapas
- Giro del Trentino Alto Adige-Südtirol, más 2 etapas

1997
- Giro de Italia Femenino, más 3 etapas
- Tour Cycliste Féminin, más 3 etapas
- 1 etapa del Giro del Trentino Alto Adige-Südtirol

1998
- Giro de Italia Femenino, más 3 etapas
- Flecha Valona Femenina
- Tour de l'Aude Femenino, más 2 etapas
- 2 etapas del Tour Cycliste Féminin
- 3 etapas del Giro del Trentino Alto Adige-Südtirol

1999
- Giro del Trentino Alto Adige-Südtirol, más 1 etapa

2000
- Trofeo Alfredo Binda-Comune di Cittiglio
- 1 etapa del Giro del Trentino Alto Adige-Südtirol

2001
- Flecha Valona Femenina
- Trofeo Costa Etrusca
- 3 etapas de la Grande Boucle
- 1 etapa del Giro del Trentino Alto Adige-Südtirol

2002
- 2ª en el Campeonato de Italia en Contrarreloj
- Giro del Trentino Alto Adige-Südtirol, más 1 etapa
- Flecha Valona Femenina

2003
- 1 etapa del Tour de l'Aude Femenino
- 1 etapa de la Emakumeen Bira
- 2 etapas de la Grande Boucle

2004
- Campeona de Italia de Ruta
- Tour de Berna

2005
- 1 etapa de la Gracia-Orlová
- 1 etapa de la Emakumeen Bira

2006
- Campeona de Italia de Ruta
- Emakumeen Bira, más 1 etapa
- Gran Premio Brissago
- Trofeo Costa Etrusca
- Giro del Friuli

2007
- Copa del mundo ciclista femenina de Montreal
- 1 etapa del Tour de l'Aude Femenino
- 2 etapas del Tour de l'Ardèche

2008
- Campeona de Italia de Ruta
- Giro de Italia Femenino, más 2 etapas
- Giro del Trentino Alto Adige-Südtirol, más 1 etapa
- Gran Premio Femenino de Plouay

2009
- 1 etapa de la Gracia-Orlová
- 1 etapa de la Vuelta a Turingia

2012
- 1 etapa del Giro del Trentino Alto Adige-Südtirol